# MedcoEnergi
MedcoEnergi ou sous son nom complet PT Medco Energi Internasional Tbk est une compagnie pétrolière nationale indonésienne. Créée le 9 juin 1980, l'entreprise a largement évolué à partir de son cœur de métier d'origine dans la sous-traitance pour la réalisation de forages. MedcoEnergi est devenue une entreprise pétrolière intégrée autour de l'exploration et la production pétrolière, avec des activités à l'international.